# کوه کاب
کوه کاب (به انگلیسی: Cobb Peak) یک کوه و منطقهٔ مسکونی در ایالات متحده آمریکا است که در یوتا واقع شده‌است. کوه کاب ۲٬۱۴۰٫۰۳ متر بالاتر از سطح دریا واقع شده‌است.